# Haroldiellus lansbergei
Haroldiellus lansbergei är en skalbaggsart som beskrevs av Edgar von Harold 1874. Haroldiellus lansbergei ingår i släktet Haroldiellus och familjen Aphodiidae. Inga underarter finns listade i Catalogue of Life.